# Arejos Didymos
Arejos Didymos (gr. ˝Αρειος Δίδυμος, łac. Arius Didymus) (ok. 80–przed 1 p.n.e.) – retor, gramatyk i filozof grecki działający w Aleksandrii.
Był nauczycielem cesarza rzymskiego Oktawiana Augusta. Pracował później jako jego nadworny filozof i doradca w sprawach politycznych. Pełnił funkcję prokuratora na Sycylii. Po śmierci miał być pochowany w Koryncie. Był autorem dzieł pt. Konsolacji poświęconej Liwii po śmierci Druzusa, Kompendium (gr. Επιτομή) oraz innych nieznanych.
Kompendium zachowało się w dużych fragmentach w „Antologii” Jana Stobajosa, erudyty z V w. n.e. Przekazuje ważne informacje o poglądach dawniejszych filozofów, zwłaszcza dotyczące etyki. Dzieło składa się z trzech części. Przedstawia najważniejsze zagadnienia etyczne na polu eklektyzmu z odniesieniem do Platona, Zenona z Kition i cyników oraz etykę Arystotelesa i jego następców. Epitomé stanowi jedno z podstawowych źródeł dotyczących etyki starej szkoły stoickiej.